# Комуністична партія Австрії
Комуністична партія Австрії (нім. Kommunistische Partei Österreichs, KPÖ) — єврокомуністична партія в Австрії, заснована в 1918 році. Входить в коаліцію «Партія європейських лівих». Керівники — Мірко Месснер и Меліна Клаус; партійний орган — газета Volksstimmen (в перекладі — «Народні голоси»).
Партія була представлена в парламенті з 1945 до 1959 (за результатами парламентських виборів 1945 австрійські комуністи отримали 4 мандати (із 165), 1949 — 5, 1953 — 4, 1956 — 3).
Після опублікування доповіді М.С.Хрущова «Про культ особи та його наслідки» (1956) Комуністична партія Австрії почала дистансувати від ідеології сталінізму.
Комуністичну партію Австрії відрізняє критичне ставлення до Європейського союзу (Австрія ввійшла до складу Євросоюзу в 1995 році).  
Нині КПА позиціонує себе як частину антиглобалістського руху.
З 2005 партія представлена в ландтагу Штирії (в 1970—2005 партія не була представлена в ландтагах).
Відома австрійська романістка Ельфріда Єлінек була членом КПА з 1974 до 1991.

## Керівники
- Йоганн Копленіг (1924—1965, до 1945 генсекретар)
- Франц Мурі (травень 1965 — січень 1990)
- В. Зільбермайєр та С. Зон (січень 1990 — березень 1991)
- Вальтер Байєр

## Результати на загальноавстрійських виборах
- 1999 (парламент) — 0,48 %
- 2002 (парламент) — 0,56 %
- 2004 (Європарламент) — 0,78 % (коаліція)
- 2006 (парламент) — 1,01 %
- 2008 (парламент) — 0,76 %
- 2009 (Європарламент) — 0,65 %

## Зовнішні посилання
- Офіційний сайт партії [Архівовано 13 Серпня 2006 у Wayback Machine.]

| Прапор Австрії | Це незавершена стаття про Австрію. Ви можете допомогти проєкту, виправивши або дописавши її. |